# Consenso Federal (coalición de 2019)
Consenso Federal fue una coalición política creada para participar en las elecciones presidenciales de Argentina 2019, resultado del diálogo previo y de la unión entre distintos sectores y partidos, a saber: sectores del peronismo que apoyaron a Roberto Lavagna, provenientes del Frente Renovador, sectores sindicales y duhaldistas, especialmente de la Provincia de Buenos Aires, el Partido Socialista, el Partido GEN, el Partido Tercera Posición, el Partido Federal, el Partido Demócrata Cristiano, el Movimiento Libres del Sur, la Unión Celeste y Blanco y Nueva Dirigencia. También contó con un importante grupo de dirigentes de la Unión Cívica Radical (UCR) de la Provincia de Buenos Aires, que tuvo presencia con candidatos en distintas categorías, aún cuando no se concretó su participación orgánica como partido.
Actualmente bajo este paraguas se aglutinan la tercera vía en el congreso, teniendo representación legislativa bajo el denominado Interbloque Federal.

## Historia
El 12 de junio de 2019 se anunció que Roberto Lavagna (Consenso 19) y Juan Manuel Urtubey (Alternativa Federal), acordaron integrar una fórmula en la que respectivamente fueran candidatos a presidente y vicepresidente, en representación de Consenso Federal.
El candidato a vicepresidente Juan Manuel Urtubey es abogado y se ha desempeñado como profesor universitario, diputado y gobernador de la provincia de Salta durante diferentes períodos, entre 2007 y 2019. Por su parte,  Roberto Lavagna es un economista, diplomático, político y profesor argentino, que se desempeñó como titular del Ministerio de Economía y Producción de Argentina durante la presidencia de Eduardo Duhalde y luego de Néstor Kirchner, durante el período 2002-2005. En 2007 se presentó como candidato a la Presidencia de Argentina, donde obtuvo el tercer puesto con el 16,89% de los votos. Se presentó nuevamente como candidato a presidente en las elecciones de 2019, donde consiguió un 6,14% de los votos.
Egresado en Economía Política por la Universidad de Buenos Aires, en 1967, formó parte del Ministerio de Economía durante la última presidencia de Juan Domingo Perón; fue Negociador de la Integración Argentina-Brasil durante la presidencia de Raúl Alfonsín; Embajador Extraordinario y Plenipotenciario ante los organismos económicos internacionales entre 2000 y 2002; y Ministro de Economía y Producción durante la presidencia de Eduardo Duhalde, ratificado en el cargo por el presidente Néstor Kirchner en 2003, donde se mantuvo hasta 2005, siendo el funcionario que más tiempo permaneció en ese cargo desde 1996. Como Ministro, fue artífice de que Argentina superara la crisis económica de 2001, impulsó el levantamiento del corralito en 2002 y gestionó el canje de la deuda argentina a principios de 2005. Parte de su experiencia de trabajo lo ha recogido como autor de diferentes libros relacionados con la integración, la economía y el futuro de Argentina.

## La campaña electoral
El 24 de octubre de 2019 Consenso Federal presentó su boleta para las mesas de votación en las elecciones presidenciales de Argentina 2019, con el exministro de economía Roberto Lavagna como candidato a presidente y el gobernador de Salta Juan Manuel Urtubey para vicepresidente.
Durante la campaña, Roberto Lavagna presentó una importante batería de propuestas, entre las cuales destacaron la lucha contra el hambre y "poner plata en el bolsillo de los argentinos".
Para la lucha contra el hambre, Lavagna marcó como prioridad la necesidad de declarar el Plan de Emergencia Alimentaria Nacional y garantizar que cada argentino tuviera acceso al consumo de inmediato. Además, para que el resultado se hiciera sostenible, Lavagna propuso «Aumentar los recursos destinados a los comedores escolares afectados al Programa de Emergencia Alimentaria» e «Incluir a las Escuelas Secundarias que necesiten los servicios alimentarios escolares, también con fondos nacionales».
El cierre de la campaña electoral se realizó en Salta, donde el candidato a vicepresidente Urtubey fue gobernador. Allí, Roberto Lavagna –un político experimentado y convencido de que en el ejercicio del gobierno no puede haber conservadurismo financiero y que la intervención estatal debe ser adecuada– hizo énfasis en que Consenso Federal «fue la única fórmula que encaró la campaña con proyectos».

## Capítulo Legislativo. Conformación del «Interbloque Federal»
Después de las elecciones presidenciales de 2019, Consenso Federal obtuvo tres bancas de diputados nacionales en el Congreso: Graciela Camaño, Alejandro «Topo» Rodríguez y Enrique Estévez. Los dos primeros por la Provincia de Buenos Aires, y el tercero por Santa Fe, como candidato del Partido Socialista. En diciembre de 2019, Jorge Sarghini asumió una banca de diputado y se sumó al Bloque Consenso Federal.
Ellos, junto a Eduardo «Bali» Bucca –candidato a Gobernador de la Provincia de Buenos Aires por Consenso Federal y diputado nacional con mandato hasta 2021– conformaron el Interbloque Federal junto a los cordobeses del Bloque Córdoba Federal, que responden al Gobernador Juan Schiaretti: Carlos Gutiérrez, Alejandra Vigo, Paulo Cassinerio y Claudia Márquez; y por otro lado, el salteño Andrés Zottos y el santafesino Luis Contigiani.
De esta manera, el Interbloque Federal quedó conformado por 11 diputados y constituye la tercera fuerza en la Cámara de Diputados de la Nación.
Sin embargo, en 2021, Eduardo Bucca se unió al Frente de Todos, reduciéndose el Interbloque Federal a 10 diputados. Quedando luego de las elecciones en 8.

## Elecciones 2023
Pese a que no es exactamente la misma alianza, se considera que el armado de Juan Schiaretti y Juan Manuel Urtubey es el sucesor del espacio que supo liderar Roberto Lavagna.  A inicios de 2023 se inició la construcción de este espacio de "tercera vía", en este espacio se integraron el panperonismo o peronismo federal, contando con sus principales impulsores, ambos precandidatos a la presidencia, sumando más tarde a figuras como el gobernador de San Luis, Alberto Rodríguez Saá, el socialismo referenciado en la diputada nacional Mónica Fein y el expresidente de la Nación, Eduardo Duhalde.
Pero, frente a la decisión de Juan Schiaretti junto a Florencio Randazzo, Diego Bossio, la democracia cristiana y el socialismo de buscar conformar una alianza ampliada con Juntos por el Cambio, Juan Manuel Urtubey notificó su salida del espacio y posteriormente anuncia el retiro de su precandidatura presidencial.

## Partidos integrantes
La denominada tercera vía está integrado por los siguientes partidos políticos:

### Integrantes a nivel nacional
| Partido | Partido | Partido                     | Líder           | Ideología            | Posición        | Ref           |
| ------- | ------- | --------------------------- | --------------- | -------------------- | --------------- | ------------- |
|         |         | Partido Demócrata Cristiano | Nancy Alberione | Democracia cristiana | Centroderecha   | [ 30 ] [ 31 ] |
|         |         | Partido Socialista          | Mónica Fein     | Socialdemocracia     | Centroizquierda |               |
|         |         | Partido Tercera Posición    | Graciela Camaño | Tercera vía          | Centro          |               |

### Integrantes a nivel provincial
| Partido | Partido                                    | Líder                       | Provincias                                                          | Ideología                 | Posición         |
| ------- | ------------------------------------------ | --------------------------- | ------------------------------------------------------------------- | ------------------------- | ---------------- |
|         | Partido Justicialista                      | Juan Schiaretti             | Córdoba y San Luis                                                  | Peronismo                 | Tercera posición |
|         | Partido Tercera Posición                   | Graciela Camaño             |                                                                     | Peronismo Federal         | Tercera posición |
|         | Frente H.A.C.E.R. por el Progreso Social   | Florencio Randazzo          | PBA y Tierra del Fuego                                              | Peronismo Federal         | Centro           |
|         | Compromiso Federal                         | Alberto Rodríguez Saa       | Córdoba                                                             | Peronismo Federal         | Centroderecha    |
|         | Partido Demócrata Cristiano                | Nancy Alberione             | PBA, CABA, Córdoba, Corrientes, Jujuy, La Rioja, Santa Fe y Tucumán | Democracia cristiana      | Centroderecha    |
|         | Partido Socialista                         | Mónica Fein                 | Córdoba y Santa Fe                                                  | Socialdemocracia          | Centroizquierda  |
|         | GEN                                        | Margarita Stolbizer         | Córdoba                                                             | Socialdemocracia          | Centroizquierda  |
|         | Movimiento de Acción Vecinal               | Raúl Humberto Albarracín    | Córdoba                                                             | Republicanismo            | Centroderecha    |
|         | Partido Fe                                 | Pablo Ansaloni              | Córdoba                                                             | Peronismo                 | Centro           |
|         | Partido Intransigente                      | Daniel Galdeano             | Córdoba                                                             | Yrigoyenismo              | Centroizquierda  |
|         | Política Abierta para la Integridad Social | José Octavio Bordón         | Córdoba                                                             | Socialdemocracia          | Centroizquierda  |
|         | Movimiento Libres del Sur                  | Humberto Tumini             | Córdoba                                                             | Nacionalismo de izquierda | Izquierda        |
|         | Frente Federal de Acción Solidaria         | Sergio Raul Vladimir Flores | Córdoba                                                             | Peronismo Federal         | Centro           |
|         | Partido Acción para el Cambio              | David Mauricio Urreta       | Córdoba                                                             | Desarrollismo             | Centro           |
|         | Unión Vecinal Federal                      | Jose Antonio Maiocco        | Córdoba                                                             | Vecinalismo               | Centro           |

## Composición legislativa

### Cámara de Diputados
| Interbloque Federal Presidente: Alejandro «Topo» Rodríguez | Interbloque Federal Presidente: Alejandro «Topo» Rodríguez        | Interbloque Federal Presidente: Alejandro «Topo» Rodríguez | Interbloque Federal Presidente: Alejandro «Topo» Rodríguez | Interbloque Federal Presidente: Alejandro «Topo» Rodríguez | Interbloque Federal Presidente: Alejandro «Topo» Rodríguez | Interbloque Federal Presidente: Alejandro «Topo» Rodríguez |
| Bloque                                                     | Bloque                                                            | Retrato                                                    | Nombre                                                     | Provincia                                                  | Mandato                                                    | Mandato                                                    |
| Bloque                                                     | Bloque                                                            | Retrato                                                    | Nombre                                                     | Provincia                                                  | Inicio                                                     | Fin                                                        |
| ---------------------------------------------------------- | ----------------------------------------------------------------- | ---------------------------------------------------------- | ---------------------------------------------------------- | ---------------------------------------------------------- | ---------------------------------------------------------- | ---------------------------------------------------------- |
|                                                            | Identidad Bonaerense (3) (Presidente: Alejandro «Topo» Rodríguez) |                                                            | Alejandro «Topo» Rodríguez                                 | Buenos Aires                                               | 2019                                                       | 2023                                                       |
|                                                            | Identidad Bonaerense (3) (Presidente: Alejandro «Topo» Rodríguez) | Florencio Randazzo                                         | Buenos Aires                                               | 2021                                                       | 2025                                                       |                                                            |
|                                                            | Identidad Bonaerense (3) (Presidente: Alejandro «Topo» Rodríguez) | Graciela Camaño                                            | Buenos Aires                                               | 2019                                                       | 2023                                                       |                                                            |
|                                                            | Córdoba Federal (3) (Presidente: Carlos Mario Gutiérrez)          |                                                            | Carlos Mario Gutiérrez                                     | Córdoba                                                    | 2019                                                       | 2023                                                       |
|                                                            | Córdoba Federal (3) (Presidente: Carlos Mario Gutiérrez)          | Ignacio Garcia Aresca                                      | Córdoba                                                    | 2021                                                       | 2025                                                       |                                                            |
|                                                            | Córdoba Federal (3) (Presidente: Carlos Mario Gutiérrez)          | Natalia de la Sota                                         | Córdoba                                                    | 2021                                                       | 2025                                                       |                                                            |
|                                                            | Socialista (2) (Presidente: Enrique Estévez)                      |                                                            | Enrique Estévez                                            | Santa Fe                                                   | 2019                                                       | 2023                                                       |
|                                                            | Socialista (2) (Presidente: Enrique Estévez)                      | Mónica Fein                                                | Santa Fe                                                   | 2021                                                       | 2025                                                       |                                                            |

### Senado
| Bloque | Bloque                                            | Retrato                          | Nombre               | Provincia | Mandato | Mandato |
| Bloque | Bloque                                            | Retrato                          | Nombre               | Provincia | Inicio  | Fin     |
| ------ | ------------------------------------------------- | -------------------------------- | -------------------- | --------- | ------- | ------- |
|        | Unidad Federal (5) (Presidente: Guillermo Snopek) |                                  | Alejandra María Vigo | Córdoba   | 2021    | 2027    |
|        | Unidad Federal (5) (Presidente: Guillermo Snopek) | Guillermo Snopek                 | Jujuy                | 2017      | 2023    |         |
|        | Unidad Federal (5) (Presidente: Guillermo Snopek) | Edgardo Darío Kueider            | Entre Ríos           | 2019      | 2025    |         |
|        | Unidad Federal (5) (Presidente: Guillermo Snopek) | María Eugenia Catalfamo          | San Luis             | 2017      | 2023    |         |
|        | Unidad Federal (5) (Presidente: Guillermo Snopek) | Carlos Mauricio "Camau" Espínola | Corrientes           | 2021      | 2027    |         |

## Representación provincial

### 2021-2023
| Provincia           | Legisladores nacionales | Legisladores nacionales | Gobernador / jefe de Gobierno | Gobernador / jefe de Gobierno | Nombre de la coalición           | Legisladores provinciales | Legisladores provinciales | Situación |
| Provincia           | Diputados               | Senadores               | Gobernador / jefe de Gobierno | Gobernador / jefe de Gobierno | Nombre de la coalición           | Diputados                 | Senadores                 | Situación |
| ------------------- | ----------------------- | ----------------------- | ----------------------------- | ----------------------------- | -------------------------------- | ------------------------- | ------------------------- | --------- |
| Buenos Aires        | 3/35                    | 0/3                     |                               |                               | Vamos con Vos                    | 0/92                      | 0/46                      | Oposición |
| CABA                | 0/25                    | 0/3                     |                               |                               | Consenso Federal                 | 1/60                      |                           | Oposición |
| Catamarca           | 0/5                     | 0/3                     |                               |                               | Frente Amplio Catamarqueño       | 1/41                      | 0/16                      | Oposición |
| Chaco               | 0/7                     | 0/3                     |                               |                               | Aún no conformado                | 0/32                      |                           | Oposición |
| Chubut              | 0/5                     | 0/3                     |                               |                               | Aún no conformado                | 0/27                      |                           | Oposición |
| Córdoba             | 3/18                    | 1/3                     |                               | Juan Schiaretti (PJ)          | Hacemos Unidos por Córdoba       | 49/70                     |                           | Gobierno  |
| Corrientes          | 0/7                     | 1/3                     |                               |                               | Aún no conformado                | 0/30                      | 0/15                      | Oposición |
| Entre Ríos          | 0/9                     | 1/3                     |                               |                               | Aún no conformado                | 0/34                      | 0/17                      | Oposición |
| Formosa             | 0/5                     | 0/3                     |                               |                               | Aún no conformado                | 0/30                      |                           | Oposición |
| Jujuy               | 0/6                     | 1/3                     |                               |                               | Aún no conformado                | 0/48                      |                           | Oposición |
| La Pampa            | 0/5                     | 0/3                     |                               |                               | Aún no conformado                | 0/30                      |                           | Oposición |
| La Rioja            | 0/5                     | 0/3                     |                               |                               | Aún no conformado                | 0/36                      |                           | Oposición |
| Mendoza             | 0/10                    | 0/3                     |                               |                               | Aún no conformado                | 0/48                      | 0/38                      | Oposición |
| Misiones            | 0/7                     | 0/3                     |                               |                               | Aún no conformado                | 0/40                      |                           | Oposición |
| Neuquén             | 0/5                     | 0/3                     |                               |                               | Aún no conformado                | 0/35                      |                           | Oposición |
| Río Negro           | 0/5                     | 0/3                     |                               |                               | Aún no conformado                | 0/46                      |                           | Oposición |
| Salta               | 0/7                     | 0/3                     |                               |                               | Aún no conformado                | 0/60                      | 0/23                      | Oposición |
| San Juan            | 0/6                     | 0/3                     |                               |                               | Aún no conformado                | 0/36                      |                           | Oposición |
| San Luis            | 0/5                     | 1/3                     |                               |                               | Aún no conformado                | 0/34                      | 0/9                       | Oposición |
| Santa Cruz          | 0/5                     | 0/3                     |                               |                               | Aún no conformado                | 0/24                      |                           | Oposición |
| Santa Fe            | 2/19                    | 0/3                     |                               |                               | Partido Socialista               | 15/50                     | 0/19                      | Oposición |
| Santiago del Estero | 0/7                     | 0/3                     |                               |                               | Aún no conformado                | 0/40                      |                           | Oposición |
| Tierra del Fuego    | 0/5                     | 0/3                     |                               |                               | Hacer un Nuevo País Desde el Sur | 1/15                      |                           | Oposición |
| Tucumán             | 0/9                     | 0/3                     |                               |                               | Frente Amplio por Tucumán        | 1/49                      |                           | Oposición |

## Resultados electorales

### Elecciones presidenciales
|  | 8,15 % |

|  | 6,14 % |

### Elecciones al Congreso

#### Cámara de Diputados
| Año  | Coalición                  | Votos     | %    | Bancas ganadas | Total de bancas | Posición | Presidencia                            |
| ---- | -------------------------- | --------- | ---- | -------------- | --------------- | -------- | -------------------------------------- |
| 2019 | Consenso Federal           | 1.466.881 | 5.88 | 3/130          | 7/257           | Minoría  | Mauricio Macri (PRO—Cambiemos)         |
| 2019 | Hacemos por Córdoba        | 377.844   | 1.47 | 1/130          | 4/257           | Minoría  | Mauricio Macri (PRO—Cambiemos)         |
| 2021 | Hacemos por Córdoba        | 491.969   | 2.11 | 2/130          | 3/257           | Minoría  | Alberto Fernández (PJ—Frente de Todos) |
| 2021 | Vamos con Vos              | 415.905   | 1.76 | 1/130          | 3/257           | Minoría  | Alberto Fernández (PJ—Frente de Todos) |
| 2021 | Frente Amplio Progresista  | 222.740   | 0.95 | 1/130          | 2/257           | Minoría  | Alberto Fernández (PJ—Frente de Todos) |
| 2021 | Movimiento Libres del Sur  | 48.749    | 0.21 | 0/130          | 0/257           | Minoría  | Alberto Fernández (PJ—Frente de Todos) |
| 2021 | Partido Socialista         | 39.100    | 0.17 | 0/130          | 0/257           | Minoría  | Alberto Fernández (PJ—Frente de Todos) |
| 2021 | Frente Amplio por Tucumán  | 37.377    | 0.16 | 0/130          | 0/257           | Minoría  | Alberto Fernández (PJ—Frente de Todos) |
| 2021 | Consenso Ischigualasto     | 35.142    | 0.15 | 0/130          | 0/257           | Minoría  | Alberto Fernández (PJ—Frente de Todos) |
| 2021 | Frente Amplio Catamarqueño | 10.150    | 0.04 | 0/130          | 0/257           | Minoría  | Alberto Fernández (PJ—Frente de Todos) |

#### Senado
| Año  | Coalición                  | Votos   | %    | Bancas ganadas | Total de bancas | Posición | Presidencia                            |
| ---- | -------------------------- | ------- | ---- | -------------- | --------------- | -------- | -------------------------------------- |
| 2019 | Consenso Federal           | 327.962 | 5.82 | 0/24           | 0/72            | Minoría  | Mauricio Macri (PRO—Cambiemos)         |
| 2021 | Hacemos por Córdoba        | 491.029 | 6.90 | 1/24           | 1/72            | Minoría  | Alberto Fernández (PJ—Frente de Todos) |
| 2021 | Frente Amplio Progresista  | 228.459 | 3.21 | 0/24           | 0/72            | Minoría  | Alberto Fernández (PJ—Frente de Todos) |
| 2021 | Vamos con Vos              | 13.934  | 0.19 | 0/24           | 0/72            | Minoría  | Alberto Fernández (PJ—Frente de Todos) |
| 2021 | Frente Amplio Catamarqueño | 10.167  | 0.14 | 0/24           | 0/72            | Minoría  | Alberto Fernández (PJ—Frente de Todos) |
| 2021 | Partido Socialista         | 6.206   | 0.09 | 0/24           | 0/72            | Minoría  | Alberto Fernández (PJ—Frente de Todos) |

### Intendentes
La única intendencia ganada por la alianza en las elecciones de 2019 fue el partido de Chivilcoy, en la provincia de Buenos Aires. Guillermo Britos fue reelegido intendente con el 48,05 %.